# پینارو (استرالیای جنوبی)
پینارو (به انگلیسی: Pinnaroo) یک شهرک در استرالیا است که در استرالیای جنوبی واقع شده‌است.